# 恋物語 (テレビドラマ)
『恋物語』（こいものがたり）は、1986年10月22日に水曜ドラマスペシャルとしてTBS系列で放送されたテレビドラマである。

## ストーリー
フリーカメラマン・矢野健介の助手となった相沢とも子は、日々忙しく矢野および先輩スタッフからこき使われていた。だが、とも子は矢野に対して密かな恋心を抱いていた。しかし、矢野はそんなとも子の気持ちなど気づきもせず相変わらず破天荒なカメラマンぶりを続けていた。プレイボーイを気取る矢野は、女との送り迎えまで助手のとも子にやらせていた。ある日矢野は愛人と別れるため、とも子に女房の振りをしてくれと頼む。しかし、土壇場になってとも子は子供っぽいということでブティック経営者の佐治澪という女にその役をやらせた。暫くして矢野は、ある企業のフロアーの一面に飾るための写真を依頼される。「流氷」を撮ってくれとの依頼を受け、矢野はとも子と共に北海道へ旅立つ。しかし、矢野はイメージがわかないということでいっこうにシャッターを切らない。挙句の果てには、東京から佐治澪を呼び寄せる始末。とうとうとも子は、矢野に内緒で機材を運び流氷を前にシャッターを切る。東京に戻り企業との打ち合わせの中で、とも子の撮った写真が採用される。矢野のスタッフ達に責められるとも子。そして、矢野はとも子を解雇する。路頭に迷うとも子はその後、落ちぶれたという矢野のことを耳にする。

## キャスト
- 相沢とも子 - 原田知世
- 上田亜紀 - 渡辺典子
- 弘 - 羽賀研二
- 高木 - 勝部演之
- とも子の先輩 - 清水昭博
- 吉行和子
- 佐治澪 - ティナ・グレース
- 矢野健介 - 伊武雅刀

## スタッフ
- 監督 - 崔洋一
- 脚本 - 斎藤博
- 原作 - 鎌田敏夫

## 主題歌
- 原田知世「続けて…」

Birthday Album (LP)
『PAVANE』Ｂ面５曲目に収録

## その他
本作は元々薬師丸ひろ子主演の映画として予定されていたが、薬師丸の事務所独立により原田知世が代役に立てられ、映画ではなくテレビドラマとして放送された。